# João de Menelau
João de Menelau foi um nobre Grego que, juntamente com o bispo de Viseu, o castelhano Diogo Ortiz de Villegas, o clérigo Tomás de Torres e Luís Teixeira, foi educador de El-Rei Dom João III, a quem se credita ter ensinado grego.